# Ehemalige Generalsuperintendentur (Detmold)
Die ehemalige Generalsuperintendentur in der Bruchstraße ist ein denkmalgeschütztes Gebäude in Detmold im Kreis Lippe (Nordrhein-Westfalen).

## Geschichte und Architektur
1802 wurde der baufällige Wehmhof abgebrochen und das neue Gebäude als 1. Pfarrhaus der reformierten Gemeinde (ehemals Vitus-, heute Erlöserkirche) errichtet.
Bei dem zweigeschossigen, rechteckigen Gebäude in klassizistischer Bauweise handelt es sich um einen Putzbau mit Werksteingliederung. Die nördliche Front ist durch neun Fensterachsen aufgeteilt, die mittleren drei sind Teil eines Risalits mit flachem Dreiecksgiebel. Das Dach ist als Krüppelwalmdach ausgeführt. Der Hofeingang zur Bruchstraße wird von zwei Torpfeilern flankiert.

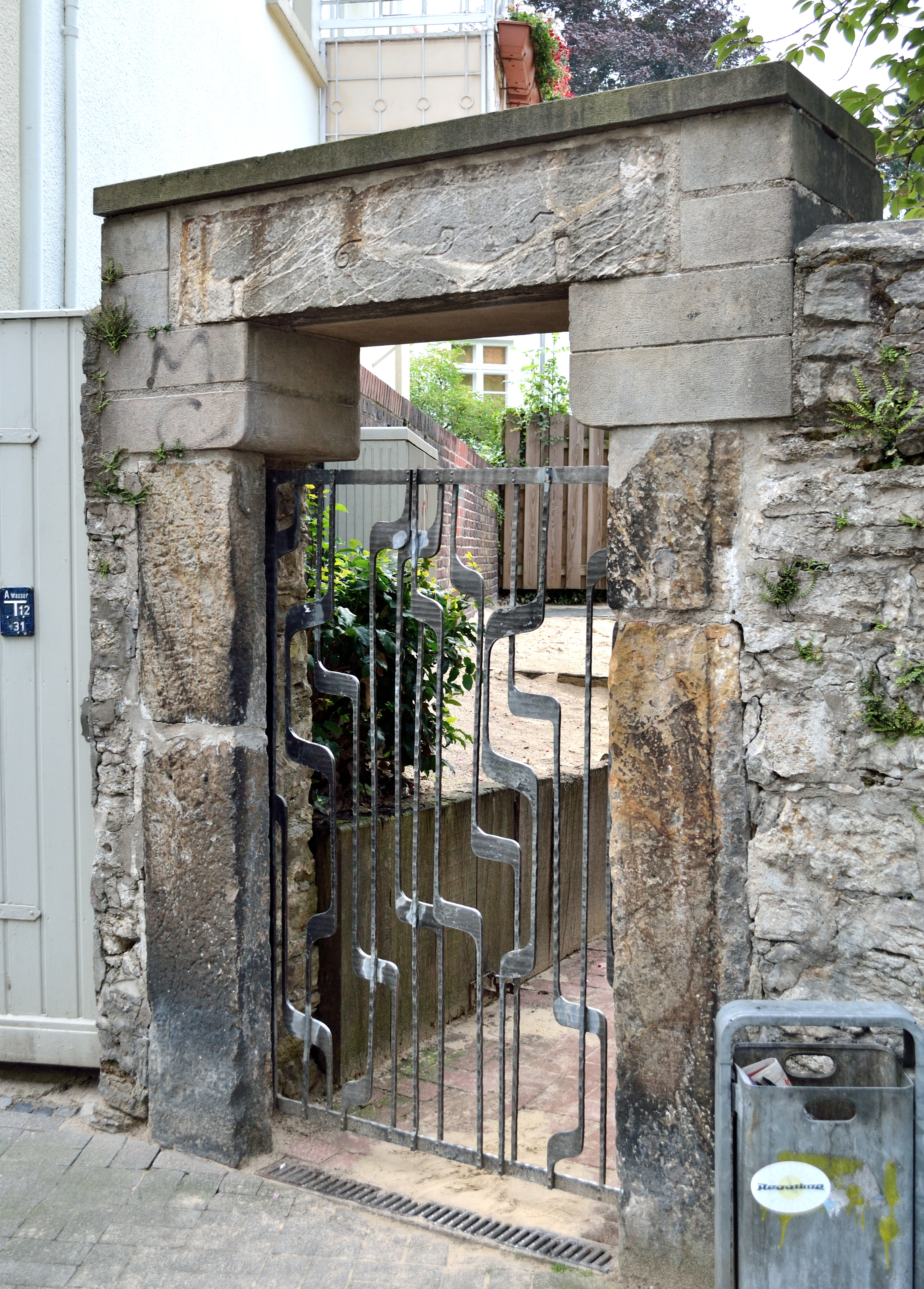
Tor in der alten Bruchsteinmauer

Weite Teile der alten Bruchsteinmauer des Wehmhofs sind noch erhalten und Bestandteil des Baudenkmals. Eine Pforte im Osten zur Straße Unter der Wehme enthält als oberen Abschluss einen Stein mit der Jahreszahl 1695. Nicht mehr sichtbar, aber im Boden noch vorhanden, sind Überreste des vorherigen Gebäudes. Diese sind als Bodendenkmal in der Denkmalliste eingetragen.
Das Haus diente ab 1805 als Wohnhaus und Arbeitsstätte von Ferdinand Weerth, seine Söhne, darunter auch Georg Weerth, wuchsen hier auf.